# Symphonie en sol mineur de Robert Schumann
Symphonie Zwickau
La symphonie en sol mineur WoO 29 de Robert Schumann est une tentative inédite et précoce du compositeur dans le domaine de la symphonie. L'œuvre écrite en 1832/33 et comportant deux mouvements jouables est souvent appelée d'après le lieu de sa création Symphonie Zwickau. Elle est restée inédite du vivant du compositeur.

## Genèse, exécutions et versions

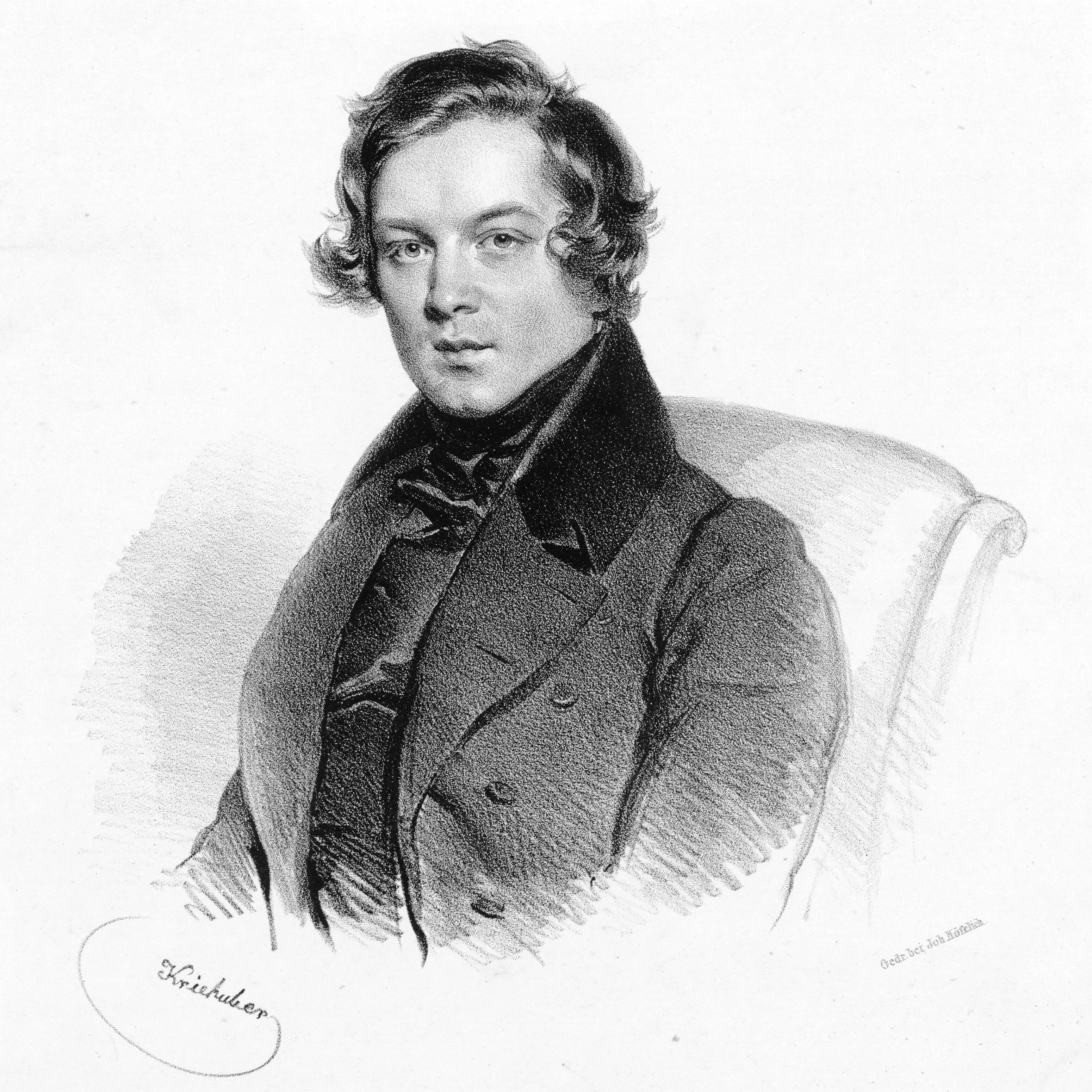
Robert Schumann, Lithographie de Josef Kriehuber, 1839

Robert Schumann avait déjà publié ses premières compositions pour piano (y compris Papillons op.2) et envisageait une carrière de pianiste lorsqu'en 1832, une paralysie est apparue à la main droite. Cette circonstance a probablement été décisive pour l'inciter à travailler de manière plus intensive les questions d'instrumentation et de composition orchestrale. Jusque-là n'existaient que des esquisses fragmentaires d'œuvres symphoniques. Il a commencé à écrire à l'automne 1832, le premier mouvement d'une symphonie en sol mineur en vue de le faire jouer le 18 novembre 1832 à Zwickau, lors d'un concert de la pianiste Clara Wieck, sa future épouse. Le 18 février 1833 a eu lieu une nouvelle exécution à Schneeberg. Schumann avait révisé la première esquisse à laquelle il avait ajouté un deuxième mouvement, qui n'a jamais été joué de son vivant. Une troisième représentation du premier mouvement révisé a eu lieu, toujours lors d'un concert de Clara Wieck, le 29 avril 1833 au Gewandhaus de Leipzig.
La première publication de Symphonie en sol mineur de Schumann, qui est aussi appelée « Symphonie Zwickau » ou « Symphonie de jeunesse », a été faite en 1972 par l'Édition Peters dans une adaptation du chef d'orchestre suisse Marc Andreae. En 2014 ont été publiées dans l'Annexe 3 de la Neuen Robert-Schumann-Gesamtausgabe , éditée par Matthias Wendt, les différentes ébauches répertoriées dans le catalogue raisonné de Margit L. McCorkle. D'après une numérotation faite par Hofmann et Keil, la symphonie en sol mineur est répertoriée comme une œuvre sans numéro d'opus (WoO) avec le numéro 29.

Après la première à Zwickau, Friedrich Wieck écrit dans le journal de sa fille: 
«  Le premier mouvement de la Symphonie de Schumann a été donné - mais n'a pas été compris. Il a fait - pour un tel public au moins - trop peu d'effet. - mais il est bien construit et inventé - mais avec une instrumentation trop faible . »

Schumann a écrit (mais seulement 2 mois après la représentation de Leipzig) à sa mère: 
«  Ma symphonie [...] m'a fait beaucoup d'amis parmi les plus grands connaisseurs de l'art [...] . »

## Instrumentation
| Instrumentation de la symphonie en sol mineur                        |
| Cordes                                                               |
| premiers violons, seconds violons, altos, violoncelles, contrebasses |
| Bois                                                                 |
| 2 flûtes 2 hautbois 2 clarinettes, 2 bassons                         |
| Cuivres                                                              |
| 2 cors, 2 trompettes, 3 trombones                                    |
| Percussions                                                          |
| timbales                                                             |

## Structure
Le premier mouvement (Allegro molto) suit la forme de la sonate et commence par une cadence tonique dominante, avant que ne commence le thème principal marqué par des rythmes pointés et des syncopes. Le thème secondaire est en si bémol majeur. Le matériau thématique de ce mouvement montre une affinité avec Papillons op.2, qui venait d'être achevé.
Le deuxième mouvement (Andantino quasi Allegretto) est en si mineur et, en forme de chant à trois parties qui combine un mouvement lent avec un scherzo avec une partie centrale formant un intermezzo quasi scherzo.
Pour les mouvements 3 et 4, seuls subsistent des fragments.
La durée d'exécution des deux mouvements exécutables de la Symphonie en sol mineur de Schumann est d'environ 20 minutes.